# Рагби репрезентација Монака
Рагби репрезентација Монака је рагби јунион тим који представља Кнежевину Монако у овом екипном спорту. Рагби савез Монака је основан 1966. У Мароку има 2 рагби клуба и 325 регистрованих рагбиста. Први званичан тест меч репрезентација Монака је одиграла 1996, против Луксембурга и било је нерешено 8-8. Најубедљивију победу рагбисти Монака су остварили над Финском (90-0) 2002.